# Águia-imperial-oriental

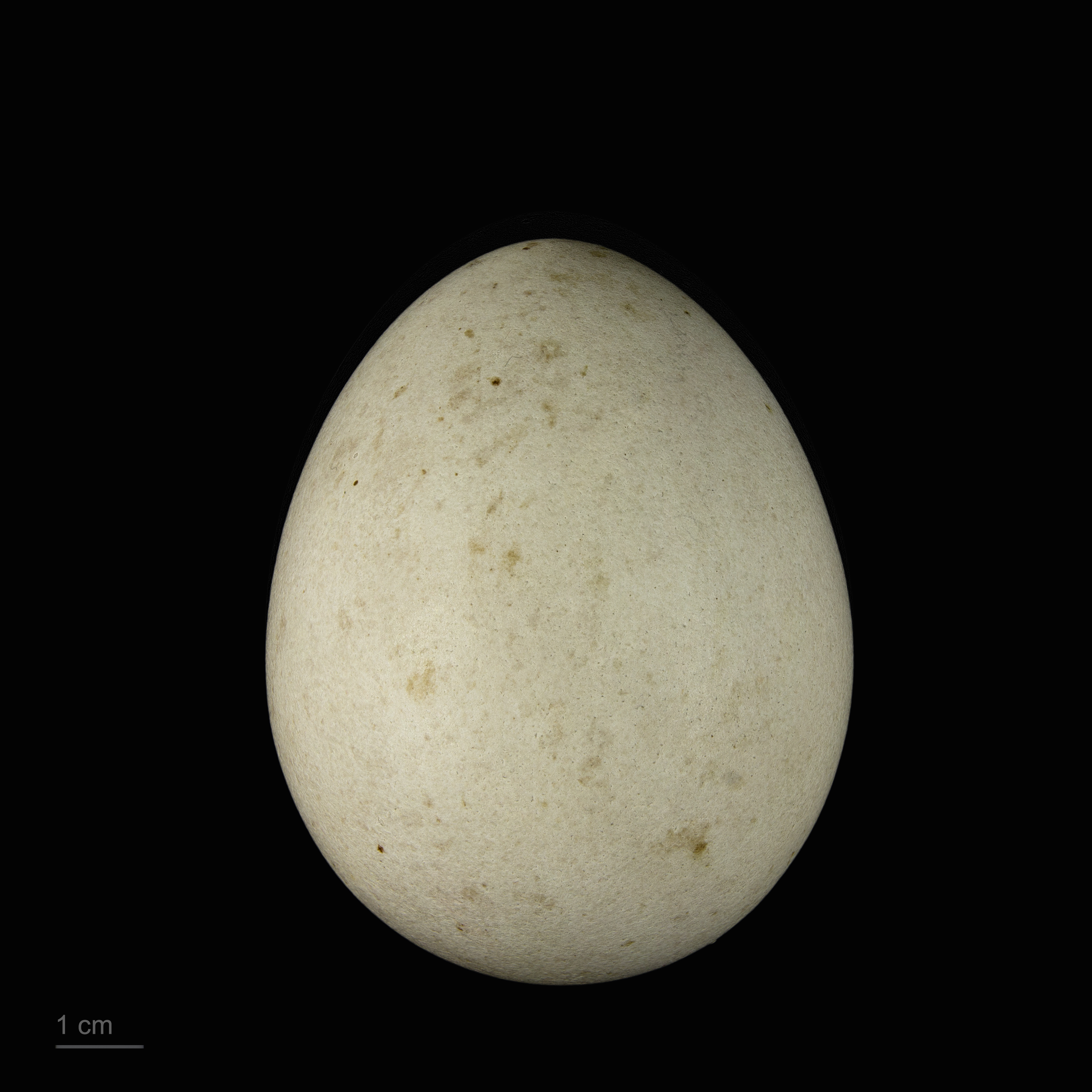
Aquila heliaca - MHNT

Águia-imperial-oriental (Aquila heliaca) é uma grande ave de rapina que se reproduz no sudeste da Europa e extensivamente pela Ásia Ocidental e Central. A maioria das populações é migratória e invernal no nordeste da África, Oriente Médio e Sul e Leste da Ásia.
Com base nas informações mais recentes disponíveis de países com populações existentes, a população da águia imperial europeia é estimada entre 1000 e 1600 casais reprodutores, um número muito mais elevado do que as estimativas anteriores. Estes dados sugerem que cerca de metade da população mundial da águia imperial se encontra na Europa e sublinham a importância da conservação das populações europeias desta espécie globalmente ameaçada. Aproximadamente 10% dos pares reprodutores europeus tinham sido localizados entre 1996 e 2000. As populações europeias recentes da Águia Imperial podem ser divididas em três grupos: A compacta e conhecida população húngara e eslovaca na parte norte do A bacia dos Cárpatos está aumentando atualmente. A população anteriormente abundante nos Bálcãs diminuiu drasticamente durante o século XX e agora é muito pequena e fragmentada. Esse forte declínio parece ter parado antes da completa extinção dessa espécie nos Bálcãs. (As áreas da  Europa Oriental (na Rússia, Ucrânia e Cáucaso) sustentam o maior segmento da população da águia imperial europeia. Apesar dos resultados estimulantes de pesquisas recentes, apenas uma fração dessas populações foi devidamente investigada, da mesma forma que os fatores mais importantes que as ameaçam.